# 徳力軌道
徳力軌道（とくりききどう）は、かつて福岡県企救郡企救町（現・北九州市小倉南区）内を運行していた馬車鉄道路線およびその運営会社である。

## 概要
小倉電気軌道（のちの西鉄北方線）の終点であった北方 （）で接続し、南側の徳力地区へ延びる路線として敷設された。小倉電気軌道が1920年（大正9年）9月に馬車鉄道から路面電車に切り替えたことで不要となった客車（定員20名）7両全車を、徳力軌道が譲り受け、このうち3両を整備して使用している。軌条も同じく小倉電気軌道の路面電車化による余剰品であった。
本社は徳力に置いていた。
徳力軌道は1923年（大正12年）に開業したが、開業と同時期に沿線で運行開始されていたバスの影響を受け開業当初から業績不振であり、1925年（大正14年）に廃線となった。営業期間はわずか2年半であった。
なお、1980年（昭和55年）に廃止された西鉄北方線を代替する形で1985年（昭和60年）に北九州モノレールが開業したことで、徳力軌道廃線から60年の時を経て徳力に軌道系交通が復活した。

## 路線データ
- 路線距離：3.1km
- 複線区間：なし（全線単線）
- 電化区間：なし（全線非電化）
- 動力：馬力

## 運行概要
- 運行本数：旅客約30往復（約40分間隔）
- 所要時間：約20分

## 歴史
- 1920年（大正9年）11月5日 福岡県企救郡企救町北方から同町徳力に至る1マイル29チェーン (2.2km) の馬車軌道路線の特許出願
- 1922年（大正11年）2月28日 上記区間の特許を得る[1]。
- 1923年（大正12年）
  - 2月28日 軌道特許状下付（企求郡企求町大字徳力地内）[2]
  - 3月17日 北方 - 徳力図里間が開業
  - 12月20日 徳力図里 - 徳力桜橋間42チェーン (0.9km) を延伸開業
- 1925年（大正14年）11月28日 全線廃止・会社解散[3]

## 輸送・収支実績
| 年度 | 乗客（人） | 営業収入（円） | 営業費（円） | 益金（円） | その他損金（円） |
| ---- | ---------- | -------------- | ------------ | ---------- | ---------------- |
| 1923 | 46,125     | 3,373          | 3,272        | 101        |                  |
| 1924 | 66,187     | 4,497          | 5,190        | ▲ 693      |                  |
| 1925 | 6,249      | 656            | 1,791        | ▲ 1,135    | 欠損18,185       |

- 鉄道省鉄道統計資料各年度版